# António II do Congo
António II (Nascido Mvita a Mpanzu) foi o manicongo do Reino do Congo entre 1760 e 1762.

## Biografia
O nome de Dom António II aparece nos documentos de António-Francisco Necessidades, um escrivão da Angola Portuguesa a serviço do governador José de Almeida e Vasconcelos, que menciona seu nome no livro "Factos memoráveis" datado de 1787. António teria sido o sucessor de Afonso IV. 